# Kölcse
Kölcse é uma vila da Hungria, situada no condado de Szabolcs-Szatmár-Bereg. Tem 28,24 km² de área e sua população em 2019 foi estimada em 1.411 habitantes.